# Greg Louganis
Gregory Efthimios Louganis, conegut com a Greg Louganis, (El Cajon, Estats Units 1960) és un saltador nord-americà, ja retirat, guanyador de cinc medalles olímpiques i considerat un dels millors de tots els temps.

## Biografia

### Primers anys de vida i educació
Va néixer el 29 de gener de 1960 a la ciutat de El Cajon, població situada a l'estat de Califòrnia, fill de descendents samoans i suecs. Fou adoptat de ben petit per una família nord-americana de descendents grecs.
El seu pare adoptiu era d'ascendència grega. Louganis va tornar a connectar amb el seu pare biològic, Fouvale Lutu, el 1984. Gràcies a proves d'ADN i als seus germanastres, va trobar la seva mare biològica el 2017.
Va començar a prendre classes de dansa, acrobàcies i gimnàstica als 18 mesos, després de presenciar les classes de la seva germana i intentar unir-s'hi. Als tres anys, ja practicava diàriament, competia i feia actuacions públiques. Durant els anys següents, va competir i actuar regularment en diversos llocs, com ara residències d'avis i la base naval local. De petit, li van diagnosticar asma i al·lèrgies, així que per ajudar-lo amb les seves afeccions, el van animar a continuar les classes de dansa i gimnàstica. També va començar a fer trampolí i, als nou anys, va començar a prendre classes de busseig després que la família aconseguís una piscina. Va anar a l'institut Santa Ana de Santa Ana, a l'institut Valhalla d’El Cajon i a l'institut Mission Viejo de Mission Viejo.
El 1978, va estudiar a la Universitat de Miami, on es va especialitzar en art dramàtic i va continuar fent submarinisme. El 1981, es va traslladar a la Universitat de Califòrnia, Irvine, on es va graduar amb una especialització en teatre i una especialització en dansa el 1983.

### Activisme

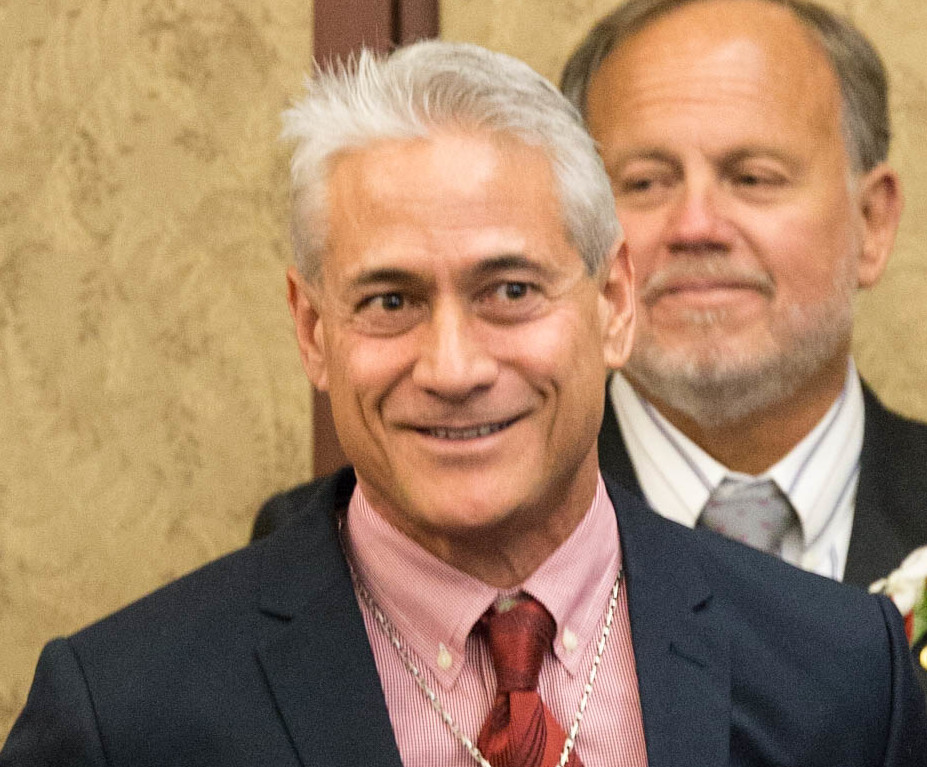
Louganis el 2016 en un esdeveniment que celebrava el 25è aniversari de l'aprovació de la Llei Ryan White CARE, que va millorar la qualitat i la disponibilitat de l'atenció mèdica per a persones i famílies amb VIH/SIDA.

Louganis és un activista pels drets dels homosexuals, i també un defensor de la conscienciació sobre el VIH. Ha treballat sovint amb la Campanya pels Drets Humans per defensar les llibertats civils de la comunitat LGBT i de les persones diagnosticades amb VIH/SIDA.
En el número d'octubre/novembre de 2010 de la revista ABILITY, Louganis va declarar que la política de Don't ask, don't tell era absurda, inconstitucional i una caça de bruixes. Va afegir que «homes i dones gais han estat servint aquest país durant anys... [bàsicament] està animant les persones que serveixen el nostre país a mentir-se entre altres».
Louganis forma part del consell d'administració de la seu als Estats Units de la fundació benèfica de la princesa Charlene de Mònaco.
El 2023, es va informar que Louganis estava subhastant tres de les seves cinc medalles olímpiques en un esforç per finançar el Damien Center, el centre de serveis de sida més antic i més gran d'Indiana. «Les medalles, ja són als llibres d'història», va dir. «En comptes de guardar-les, pretenc compartir el meu tros d'història olímpica amb els col·leccionistes; junts, podem ajudar el Damien Center i la seva comunitat a créixer i prosperar».
L'any 1987, aprofitant la seva popularitat, sortí despullat a la revista d'adults Playgirl.

## Carrera esportiva
Va participar, als 16 anys, en els Jocs Olímpics d'Estiu de 1976 realitzats a Mont-real (Canadà), on aconseguí finalitzar en segona posició en la prova masculina de la plataforma de 10 metres just per darrere del campió italià Klaus Dibiasi. En aquests mateixos Jocs finalitzà sisè en la prova masculina de trampolí de 3 metres. Amb l'absència dels esportistes nord-americans en els Jocs Olímpics d'Estiu de 1980 realitzats a Moscou (Unió Soviètica) a conseqüència d'un boicot polític, Louganis participà en els Jocs Olímpics d'Estiu de 1984 realitzats a Los Angeles (Estats Units), on aconseguí guanyar la medalla d'or en les dues proves disputades, el trampolí de 3 m. i la plataforma de 10 metres. En els Jocs Olímpics d'Estiu de 1988 celebrats a Seül (Corea del Sud) aconseguí revalidar aquests dos títols olímpics.
Al llarg de la seva carrera ha guanyat 3 campionats nacionals del seu país, més que qualsevol altre saltador a la història. Així mateix ha guanyat 5 títols en el Campionat del Món de natació i 6 títols en els Jocs Panamericans.

## Vida posterior a l'esport
El 1994 va reconèixer públicament la seva condició d'homosexual, el que posteriorment el portà a participar en els Gay Games.
El 1995 publicà una biografia autoritzada, Breaking the Surface, escrita per Eric Marcus en la qual va revelar que havia sofert abusos sexuals per part d'una parella i que era portador del virus del VIH. La notícia causà molta controvèrsia, especialment en el món dels salts, ja que en els Jocs Olímpics d'Estiu de 1988 celebrats a Seül (Corea del Sud) en un dels salts es donà un cop amb el trampolí causant una pèrdua important de sang i, per tant, exposant, tot i que sense risc, a una possible infecció per part de la resta de saltadors. En fer-se pública la seva condició de portador del VIH va perdre la majoria dels seus patrocinadors.
L'exnedador és un activista pels drets dels homosexuals i en defensa dels diagnosticats amb VIH/SIDA. També s'ha manifestat en contra de la política Don't ask, don't tell de l'exercit estatunidenc.
El 1997 es va realitzar una pel·lícula per a la televisió a partir de la seva biografia protagonitzada per l'actor Mario López.
Fora de les piscines, Louganis va dedicar-se a l'ensinistrament de gossos per a competicions canines d'habilitat. El 1999 va publicar un llibre sobre aquesta temàtica, titulat For the Life of Your Dog i escrit conjuntament amb Betsy Sikora Siino.
El 2013 va ser un dels jutges de la competició de salts de gran altura al Campionat del Món de natació celebrat a Barcelona.

## Vida personal

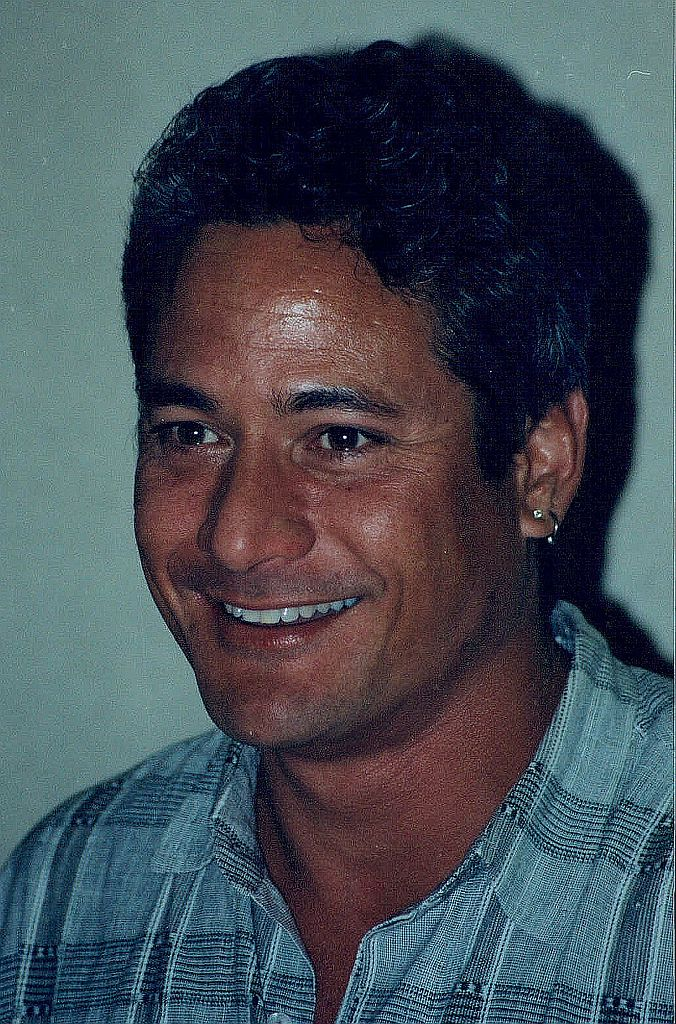
Louganis el 1995

De 1983 a 1989, Louganis va tenir una relació sentimental amb el seu mànager, R. James Jim Babbitt. Louganis ha descrit la relació com a abusiva, dient que, en un moment donat el 1983, Babbitt el va violar a punta de ganivet. Louganis també va acusar Babbitt de prendre el 80 % dels seus guanys.
Sis mesos abans dels Jocs Olímpics de 1988, a Louganis li van diagnosticar VIH; havia contret el virus de Babbitt. El seu metge li va receptar el fàrmac antiretroviral AZT, que prenia cada quatre hores les 24 hores del dia.
El 1989, Louganis va obtenir una ordre d'allunyament contra Babbitt. Babbitt va morir de SIDA el 1990.
Quan Louganis va fer 33 anys, el 1993, va acceptar reunir amics i familiars per a una festa d'aniversari, però una que ell va imaginar com un comiat definitiu, ja que la seva salut estava deficient i pensava que aviat moriria de sida.
Però, amb tractament, va continuar i, el 1994, a la cerimònia d'inauguració dels Jocs Gais d'aquell any, Louganis va sortir públicament com a gai en un anunci gravat prèviament, animat pels organitzadors de l'esdeveniment. Fins i tot abans d'això, però, va portar una vida que ha estat descrita com a obertament gai.
El 1995, més o menys en l'època de la publicació de les seves memòries, Breaking the Surface, Louganis va revelar el seu estat serològic en una entrevista amb Barbara Walters, parlant obertament, per primera vegada, sobre ser gai i seropositiu alhora.
El juny de 2013, Louganis va anunciar a la revista People el seu compromís amb la seva parella, l'assistent legal Johnny Chaillot. Tots dos es van casar el 12 d'octubre de 2013, però el 18 de juny de 2021, Louganis va revelar a Instagram que ell i Chaillot posaven fi al seu matrimoni.

## En la cultura popular
Com a continuació de l'èxit del llibre, el director de cinema i televisió canadenc Steven Hilliard Stern va dirigir Breaking the Surface: The Greg Louganis Story el 1997, protagonitzada per Mario Lopez com a Louganis, amb Louganis també apareixent en certes escenes de la pel·lícula per a televisió i com a narrador. Louganis també va produir un vídeo-diari anomenat Looking To the Light, que va reprendre on ho havia deixat Breaking the Surface.
L'actor Michael Fassbender va prendre la manera de caminar i els gestos de Louganis com a inspiració per a la seva interpretació d’un robot humanoide avançat a la pel·lícula Prometheus del 2012, afirmant que «Louganis va ser la meva primera inspiració. Vaig pensar que basaria la meva fisicalitat aproximadament al seu voltant, i després va anar passant d'aquí».
Louganis va ser el tema del documental Back on Board, que es va emetre a HBO el 4 d'agost de 2015.